# 広南府

雲南省の広南府の位置（1820年）

広南府（廣南府、こうなんふ）は、中国にかつて存在した府。明代から民国初年にかけて、現在の雲南省広南県・富寧県一帯に設置された。

## 概要
1382年（洪武15年）、明により広南西路宣撫司が広南府と改められた。広南府は雲南省に属し、富州を管轄した。儂氏が土司として知府を世襲した。
1661年（順治18年）、清の改土帰流により広南府は流官の統治するところとなった。広南府は雲南省に属し、宝寧県と富州を管轄した。1900年（光緒26年）、富州は富州庁と改められた。
1913年、中華民国により広南府は廃止されたが、宝寧県は広南県と改称され、富州庁は富州県と改められた。1927年、富州県は富寧県と改称された。